# Tratado de Rapallo (1920)
El Tratado de Rapallo de 1920 fue un acuerdo entre el Reino de Italia y el nuevo Reino de los Serbios, Croatas y Eslovenos que fijó las fronteras entre ambos Estados.

## Antecedentes
El 15 de abril de 1915, los aliados de la Triple Entente, enfrentados entonces con los Imperios Centrales, firmaron el Tratado de Londres, de carácter secreto, por el que se comprometían a entregar amplios territorios austrohúngaros a Italia a cambio de su entrada en la guerra. Estos territorios estaban poblados mayoritariamente por italianos dentro de zonas eslavas.
Tras el final de la Primera Guerra Mundial, los representantes italianos en la Conferencia de Paz de París exigieron el cumplimiento del tratado de 1915 al que el Reino Unido y Francia estaban sujetos, además de reclamar la cesión de Fiume, que no les había sido concedida. Los representantes del nuevo Estado yugoslavo, creado oficialmente el 1 de diciembre de 1918, se negaron a admitir las exigencias territoriales italianas, contando a su favor principalmente con la simpatía estadounidense y, en menor medida, e intermitentemente, con la de británicos y franceses.

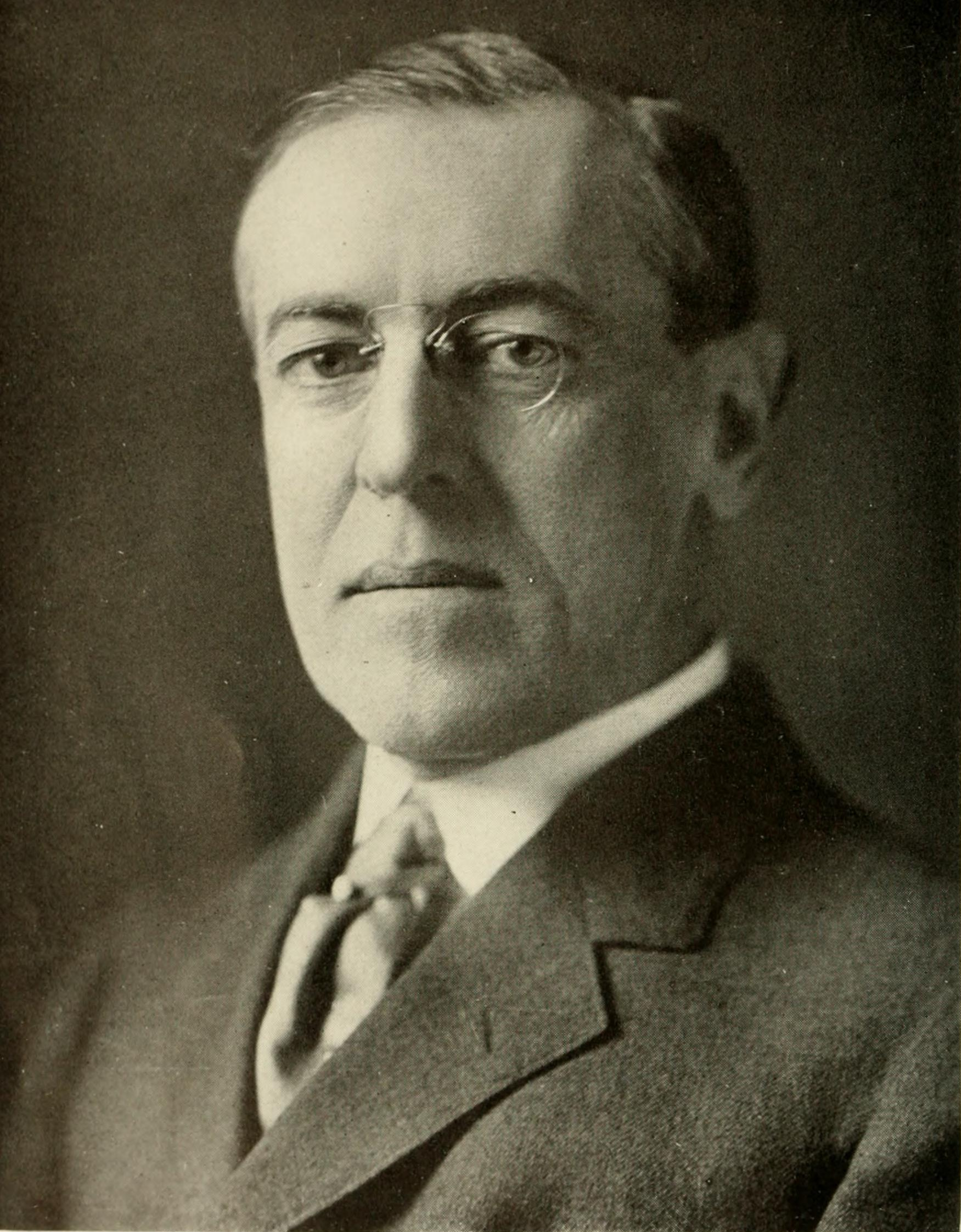
El presidente estadounidense Woodrow Wilson, principal adalid de los yugoslavos en las negociaciones de paz. Su ausencia en la fase final de las negociaciones les perjudicó.

El presidente estadounidense Woodrow Wilson se opuso al reconocimiento del tratado, que su país no había firmado, por contravenir el punto noveno de sus Catorce Puntos (el trazado de la nueva frontera italiana de acuerdo con la nacionalidad de los habitantes).

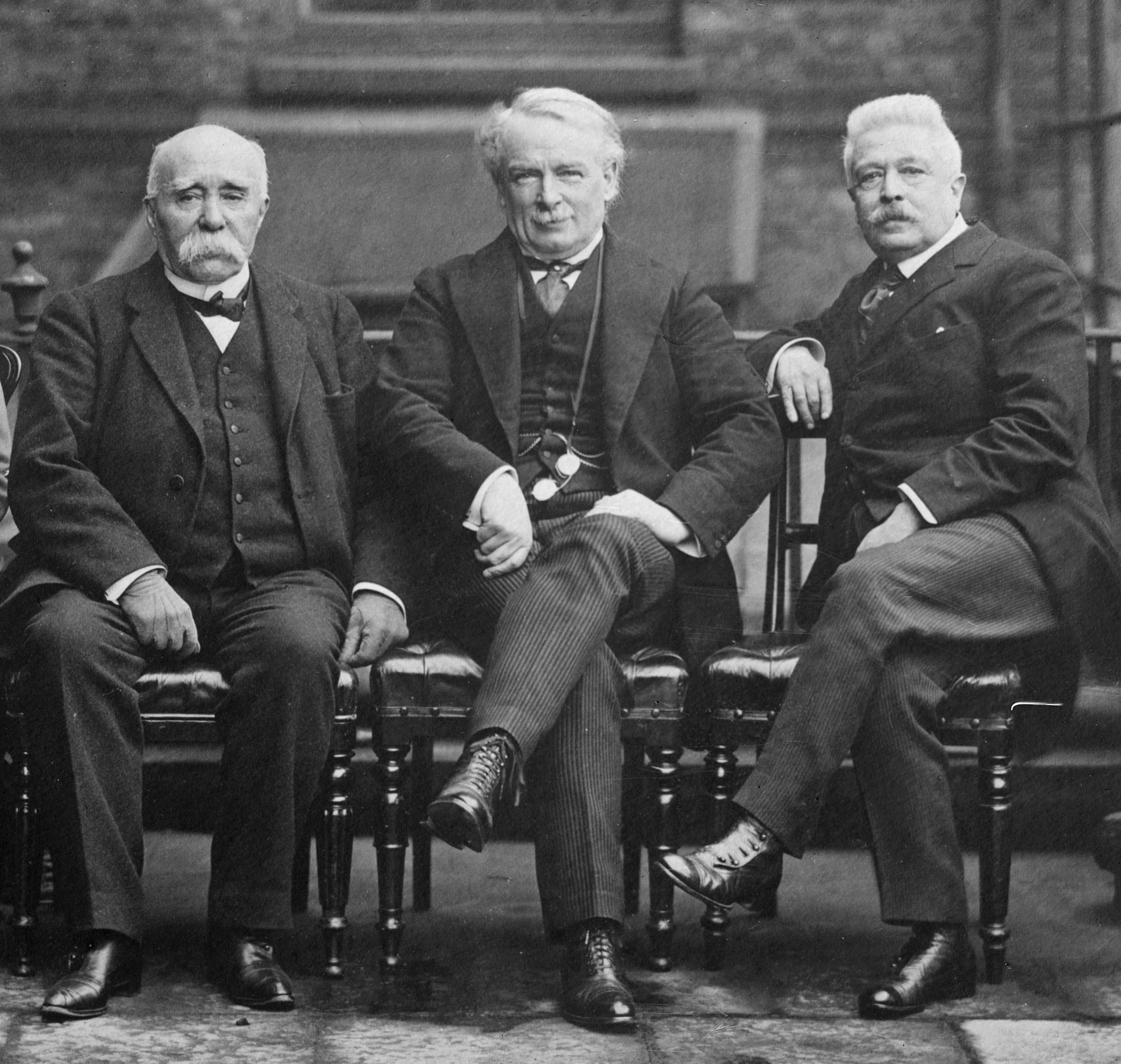
Los primeros ministros francés (Georges Clemenceau), británico (David Lloyd George) e italiano (Vittorio Emanuele Orlando) al comienzo de la Conferencia de Paz de París. Las tres potencias acabaron por presionar a los yugoslavos para firmar un acuerdo en 1920.

Durante la conferencia de paz, se sucedieron las propuestas y contrapropuestas entre las dos delegaciones y las grandes potencias, sin que se lograse un acuerdo. Entre ellas, el presidente estadounidense presentó la que se conoció como «línea Wilson» el 26 de abril de 1919, basada en estudios de los expertos de EE. UU. Esta seguía la frontera trazada por el Tratado de Londres hasta un punto entre Tolmino y Circhina, siguiendo entonces hacia el sur hasta la desembocadura del Arsa, dejando Fiume en poder de los yugoslavos.
El 9 de diciembre de 1919, al no haberse alcanzado un acuerdo entre italianos y yugoslavos, los Cuatro Grandes modificaron esta línea para favorecer a Italia, concediéndole parte de la costa de la bahía de Kvarner (del italiano: Quarnero) y proponiendo la independencia de Fiume al amparo de la Sociedad de Naciones.
Ante la falta de acuerdo, en enero los italianos, ingleses y franceses propusieron a los yugoslavos una nueva frontera, más favorable a Italia, que obtenía la costa hasta Fiume y más territorio de Istria. El presidente Wilson se opuso a la propuesta de las potencias europeas. Declaró al tiempo que no se opondría a cualquier acuerdo al que pudiesen llegar las dos partes enfrentadas en negociaciones bilaterales, lo que llevó a la celebración de estas. Los yugoslavos, con la ausencia de los estadounidenses, enfrascados en problemas internos, y el deseo de franceses y británicos de resolver cuanto antes la cuestión, se hallaban en una posición de desventaja ante los italianos. Estos, sin embargo, deseaban también definir cuanto antes la frontera y acabar su enfrentamiento con los yugoslavos. Habiendo evacuado Dalmacia y abandonado sus exigencias sobre Albania, se presentaron ante británicos y franceses como moderados que sólo pedían una frontera de fácil defensa y ciertas compensaciones que calmasen a los nacionalistas.

## Negociación y firma

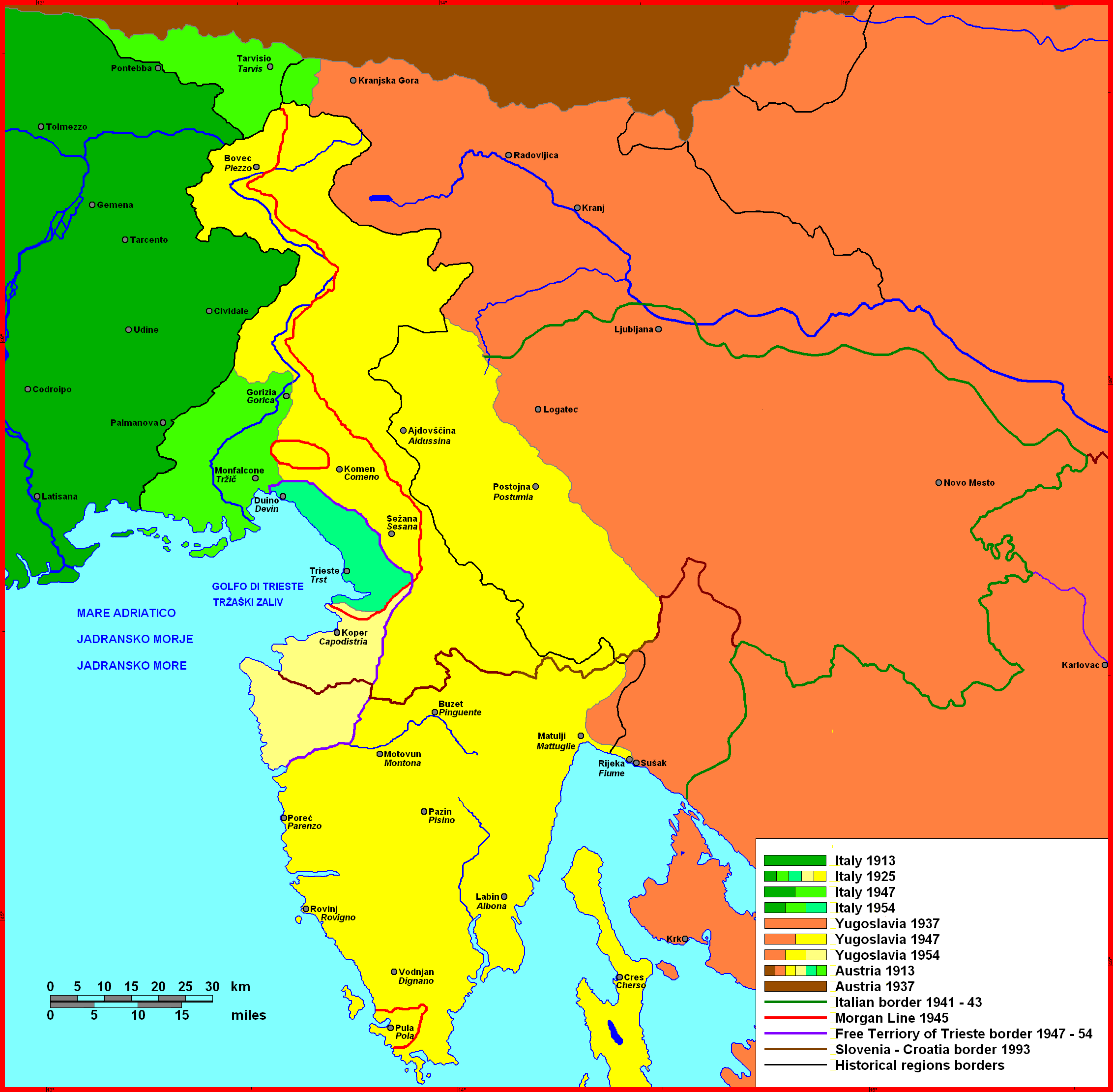
Frontera en Istria. El trazado final era desfavorable a los yugoslavos tanto lingüística como militarmente.

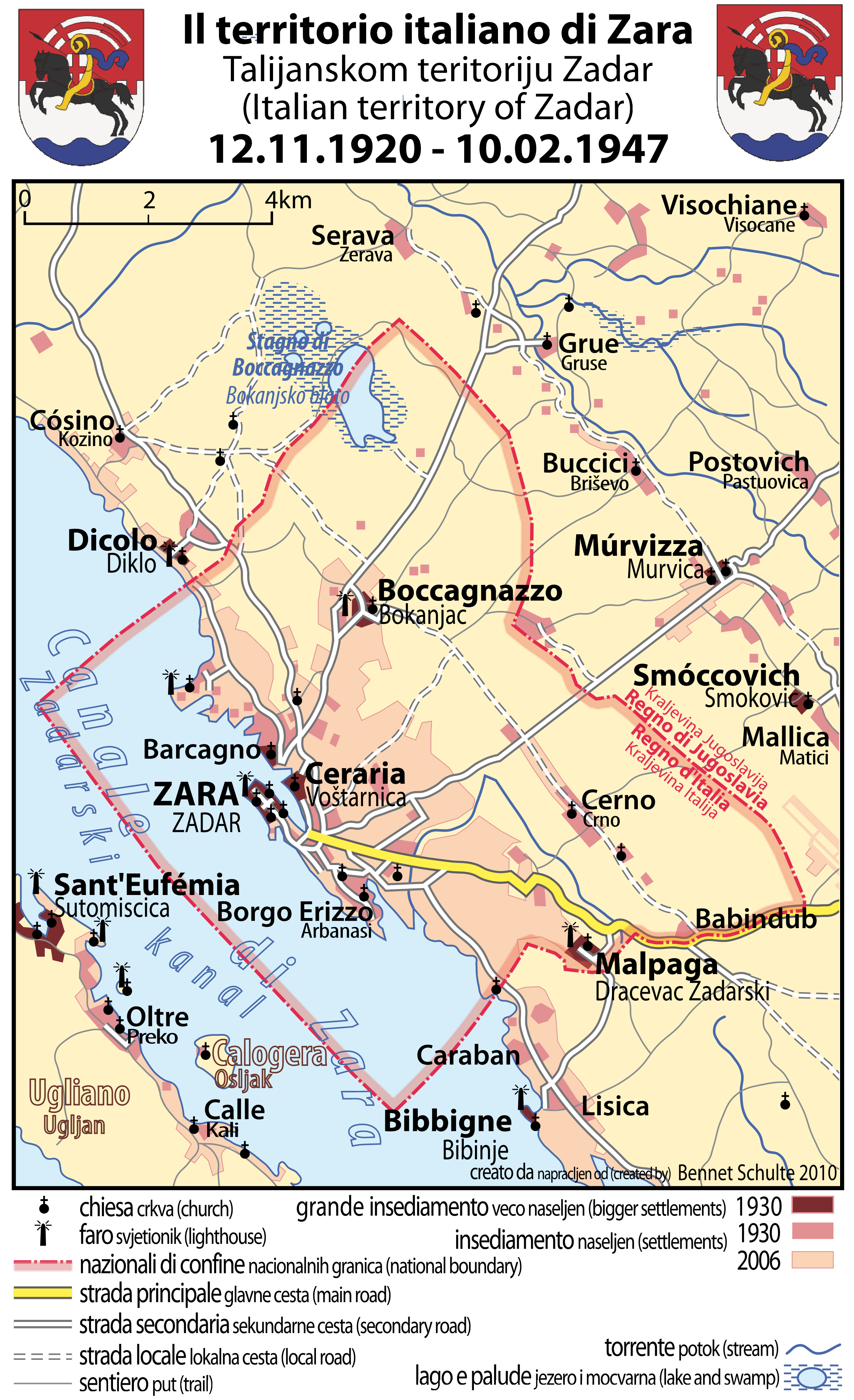
Frontera en Zara. La ciudad era un enclave de 7 km. de longitud rodeado por territorio yugoslavo en Dalmacia.

Los yugoslavos se prepararon en octubre para recibir la invitación italiana para enviar delegados para la negociación final que se debía de llevar a cabo en Rapallo para evitar publicidad incómoda para aquellos, que deberían hacer sacrificios territoriales que serían vistos con malos ojos en su país (las propuestas incluían la cesión de territorios poblados mayoritariamente por eslovenos a Italia).
Tras varios retrasos, la delegación yugoslava se halló en Rapallo lista para las conversaciones con los italianos el 8 de noviembre de 1920. El primer día no hubo avances, presentando cada delegación su postura pero rechazando la de la otra parte. El día 9 tampoco hubo avances. El día 10, ante la imposibilidad de lograr mejores condiciones de los italianos, los yugoslavos decidieron ceder para evitar la ruptura de las negociaciones. Ante la derrota electoral de Wilson en Estados Unidos y el apoyo franco-británico a los italianos, los delegados yugoslavos no vieron otra salida. Sabían además que el Gobierno italiano estaba dispuesto a aplicar unilateralmente las disposiciones del Tratado de Londres si no se alcanzaba un acuerdo. Las negociaciones yugoslavo-italianas tuvieron lugar en Villa Spinola, y fueron dirigidas principalmente por Ivanoe Bonomi y Francesco Salata desde el lado italiano.
El tratado se firmó finalmente entre las dos naciones en Rapallo, en la costa de Liguria, el 12 de noviembre de 1920. La redacción final reflejaba las exigencias italianas en la zona norte mientras concedía la mayoría del sur a los yugoslavos.
En el norte, la frontera se parecía a lo estipulado en el Tratado de Londres, siendo más favorable a los italianos que la propuesta de Italia, Francia y el Reino Unido de enero de 1920, a la que Wilson se había opuesto a finales de febrero. La nueva frontera privaba a los yugoslavos de parte del ferrocarril que unía Fiume, puerto natural de la región, con Liubliana. Por motivos estratégicos, zonas pobladas uniformemente por eslovenos pasaron a formar parte de Italia. Esta cesión se entendió como una compensación a Italia por renunciar a sus aspiraciones respecto a Fiume y Dalmacia. Los italianos, aparte del tratado, cedieron el puerto de Baros a Šušak, en las afueras de Fiume, a los yugoslavos.
Sobre Fiume, ambos Estados se comprometieron a reconocer su independencia perpetuamente.
En Dalmacia, el reino yugoslavo recibió la mayor parte del territorio, a excepción de la ciudad de Zara (en croata: Zadar) y sus alrededores, y las islas de Lagosta (en croata: Lastovo), Cherso (en croata: Cres), Lussino (en croata: Lošinj) y Pelagosa (en croata: Palagruža), que pasaron a Italia.
Italia reconocía la integridad territorial del nuevo reino yugoslavo, abandonando su reconocimiento del antiguo Reino de Montenegro.
Además de las cláusulas territoriales, el tratado incluía la protección de los intereses económicos italianos en Dalmacia y la posibilidad de los italoparlantes de optar por la nacionalidad italiana sin necesidad de abandonar el territorio yugoslavo, opción que los eslavos en territorio italiano no recibieron.

## Consecuencias
La ratificación del tratado por los dos países fue rápida y a continuación los italianos devolvieron a los últimos prisioneros de guerra eslavos al nuevo país.
El pacto, que definió la última frontera yugoslava que quedaba por trazar, supuso un trago amargo para el nuevo país y el comienzo de un movimiento irredentista que perpetuó la tensión con Italia. En 1924, tras el ascenso a poder de Mussolini en Italia en octubre de 1922, Fiume fue anexionado a esta, con la aquiescencia renuente de los yugoslavos, a través del Tratado de Roma de enero de ese año.